# Караччоло, Риккардо
Риккардо Караччоло (итал. Riccardo Caracciolo; ум. 18 мая 1395, Рим) — антимагистр ордена госпитальеров в эпоху Великой схизмы.

## Биография
Принадлежал к знатной неаполитанской семье Караччоло Росси (или Свиццера). Считается либо сыном Антонио Караччоло, графа Джераче, и Марии Буондельмонте, либо потомком Никколо Караччоло (ди Капуа), камергера, маршала и советника короля Роберта Неаполитанского, и Маттии ди Джованни ди Франко.
В молодости вступил в орден Святого Иоанна Иерусалимского, 14 января 1366 стал командором Нолы и Марильяно, Сан-Джованни-ди-Беневенто и госпиталя Капрарии, а в 1374 году получил должность командора Чиччано. В 1378 году великий магистр назначил его приором Капуи и 23 августа 1381 вновь утвердил его в этой должности еще на десять лет.
15 декабря 1382 папа Урбан VI объявил великого магистра Хуана Фернандеса де Эредиа, перешедшего на сторону авиньонского папы Климента VII, низложенным, запретив ордену какие-либо сношения с ним. В апреле 1383 Урбан, находившийся в то время в Вальмонтоне, назначил Караччоло новым великим магистром. По распоряжению папы, тот созвал в Неаполе орденский капитул (28 марта — 6 апреля 1384), в котором приняли участие приор Мессины Франческо Пескечелло, прокураторы приоратов Барлетты и Рима, а также представители Ломбардии, Пизы и Венеции, поскольку тамошние приоры оставались верными Эредиа. Также было около двадцати командоров и столько же рыцарей итальянского языка. Новый великий магистр прочитал буллу о своем назначении, затем принял присягу и заставил присутствующих присягнуть римскому папе. Среди прочего, капитул постановил передать магистру командорство Полицци в приорате Мессины в качестве резиденции ордена, с годовым доходом в 3000 флоринов с приоратов Капуи и Мессины и командорства Неаполя.
Из представителей трансальпинских провинций первым Караччоло поддержал приор Богемии Земовит Цешинский, который был назначен лейтенантом великого магистра и казначеем на тех территориях Империи, которые признали Урбана VI папой, но где рыцари ордена были на стороне Климента VII. 3 апреля 1384 английские члены ордена признали Караччоло, а 28 июля 1384 за ними последовал приорат Ирландии, в то время как в Аквитании на стороне нового магистра были только дома, подчиненные англичанам (в том числе Бордо с одиннадцатью госпиталями ордена).
В резиденцию ордена на Родосе с сообщением о низложении Эредиа и его преемнике были отправлены Рибальдо Ваньоне, командор Сан-Леонардо-ин-Сачиле, и Лелло ди Ронкастальдо, командор Имолы. Джорджо ди Чева, назначенный Урбаном VI администратором Кипра, выступил посредником, но миссия закончилась неудачей: посланники были схвачены и отосланы в Авиньон к Эредиа, который передал их папскому трибуналу. Они были приговорены к нескольким годам тюремного заключения, но умерли уже в 1384—1385 годах. Родос остался верен Эредиа и авиньонскому папе.
Через некоторое время Караччоло признали венгерские и часть немецких домов, однако приор Германии Конрад фон Браунсберг встали на его сторону только в апреле 1386. Важную поддержку магистр нашел в лице своего родственника, доминиканца Никколо Москино Караччоло, которого Урбан VI 18 сентября 1378 назначил кардиналом-священником Сан-Чириако, и который стал протектором ордена  с годовым пенсионом в 300 флоринов. В июле 1389 его сменил влиятельный неаполитанский кардинал Энрико Минутоло.
По просьбе папы на 1 ноября 1386 Караччоло созвал в Генуе новый генеральный капитул, но собрался ли он, неизвестно. Сам великий магистр в основном находился при папском дворе. При Бонифации IX, с которым была связана его семья, Караччоло выполнял дипломатические и посреднические миссии. 29 мая 1391 папа поручил ему добиваться мира между Флорентийской республикой и Джан Галеаццо Висконти с полномочиями назначать арбитраж с угрозой церковного наказания. Висконти предложил в качестве места встречи Геную, поскольку мог рассчитывать на дружбу дожа Антониотто Адорно, избранного вторым арбитром. Генуэзский конгресс прошел в сентябре 1391 — январе 1392 года. Караччоло действовал в интересах Флорентийской республики, поэтому на обратном пути в Рим его радостно встретили во Флоренции, в день «праздника мира» (18 февраля 1392).
В марте 1392 магистр в сопровождении флорентийских послов отправился в Перуджу, где ему удалось заключить договор с правительством, который Бонифаций IX ратифицировал 6 августа 1392. Также он безуспешно пытался добиться компромисса в споре между Монтефельтро и Малатеста. После этого Караччоло, занимавший при папском дворе должность майордома, готовился отправиться с дипломатической миссией в Венгрию, Богемию, Польшу и Германию, но 18 мая 1395 умер в Риме. Был погребен в древнеримском саркофаге перед церковью римского приората на Авентинской улице в Санта-Мария-дель-Приорато.